# Sučany
Sučany jsou obec na Slovensku v okrese Martin. Žije v nich přibližně 4 700 obyvatel. Leží v údolí řeky Váh, asi pět kilometrů severovýchodně od Martina. První písemná zmínka o obci pochází z roku 1258. Rozloha katastrálního území je 33,26 km² a zasahuje do něj část národní přírodní rezervace Kľačianska Magura. Nachází se zde evangelický kostel z roku 1783 a starobylý gotický římskokatolický kostel Nanebevzetí Panny Marie z konce 13. století.

## Osobnosti
V obci se narodili:
- Milan Hodža (1878–1944), československý premiér
- Ondrej Kožuch (1911–1944), pedolog
- Rudo Moric (1921–1985), prozaik a publicista
- Ján Patrík (1927–2010), vojenský pilot a letecký akrobat
- Daniel Sinapius-Horčička (1640–1688), barokní spisovatel
- Jozef Turanec (1892–1957), generál

## Galerie

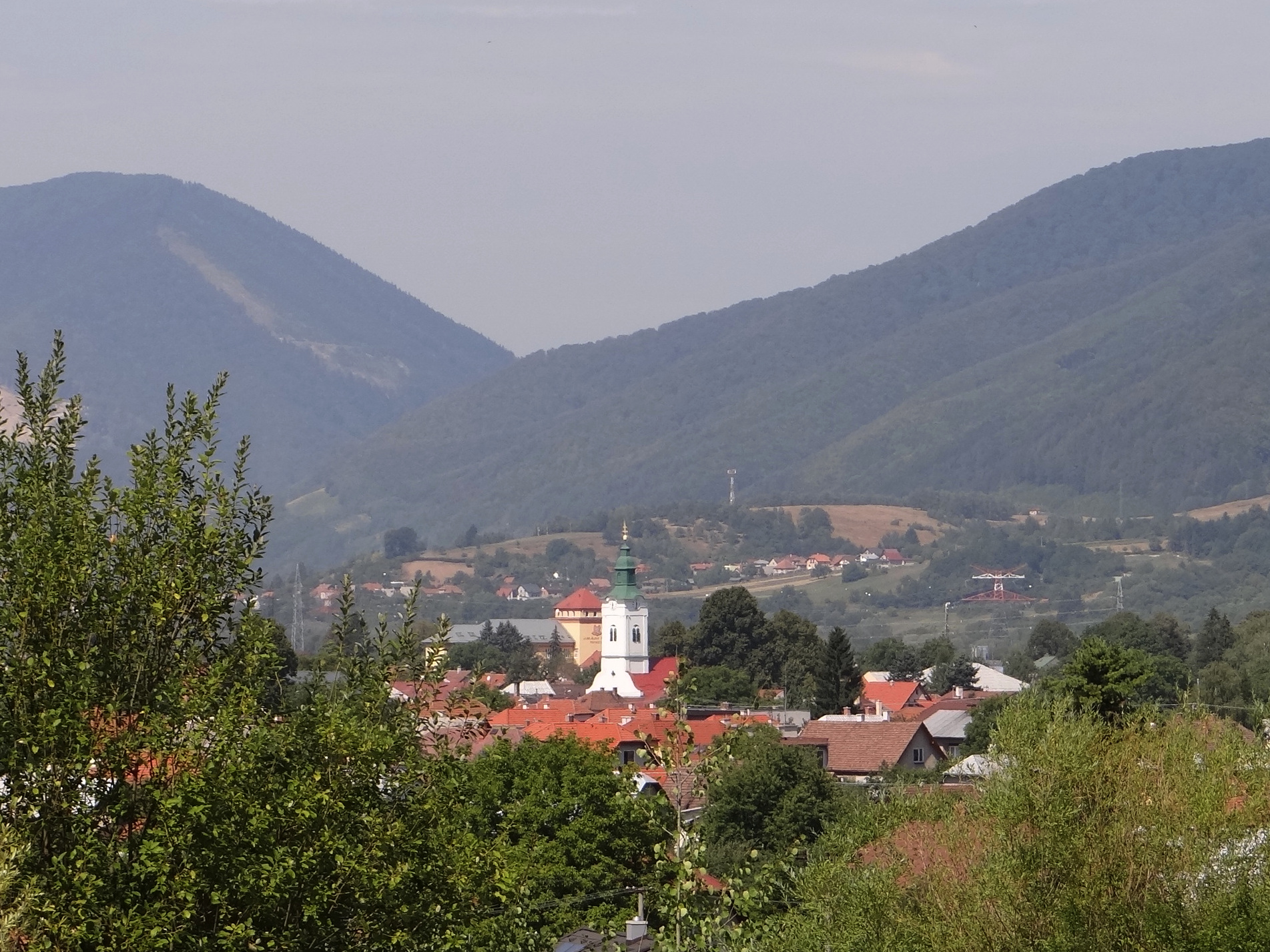
Celkový pohled, v pozadí Malá Fatra
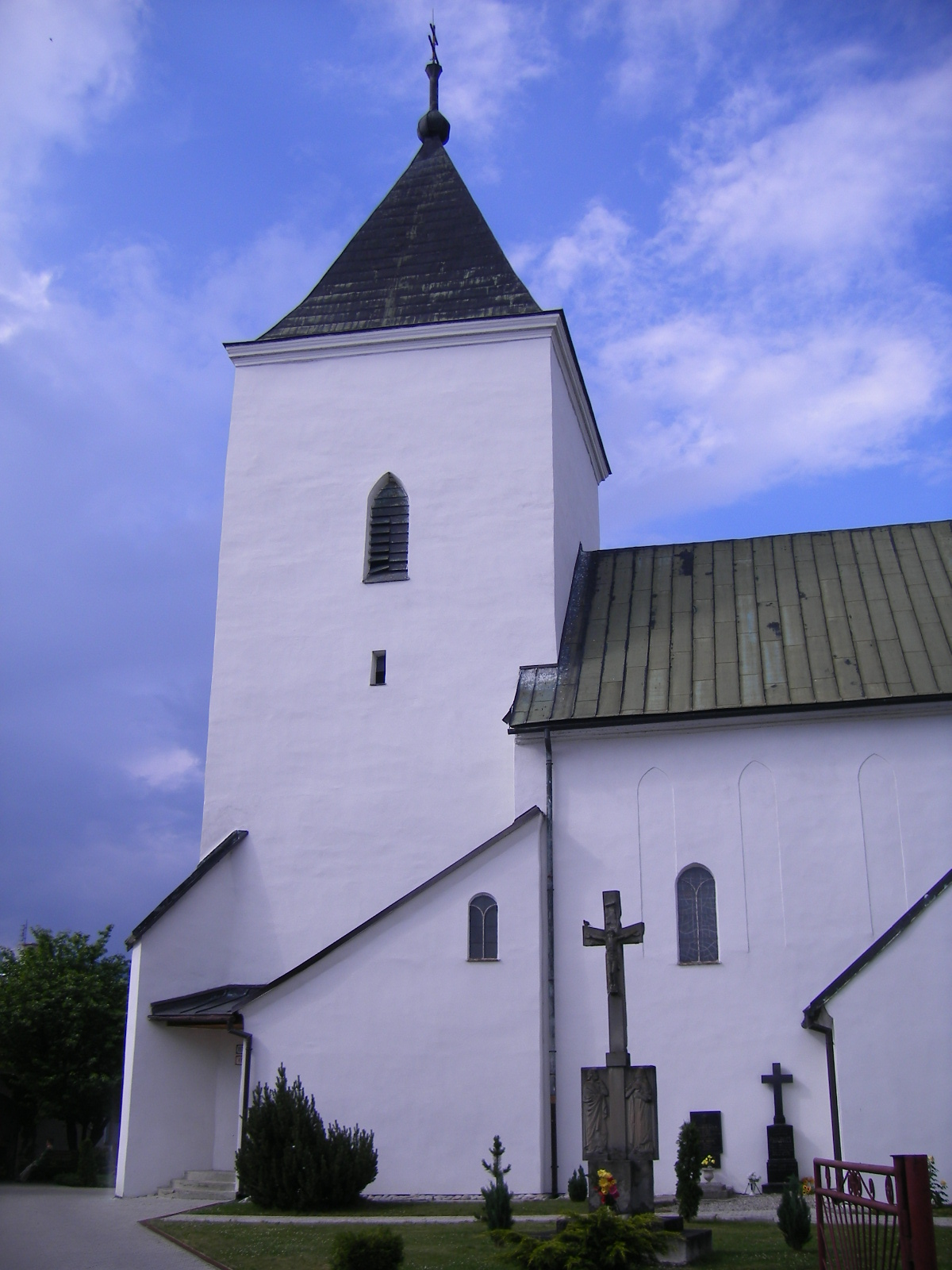
Katolický kostel
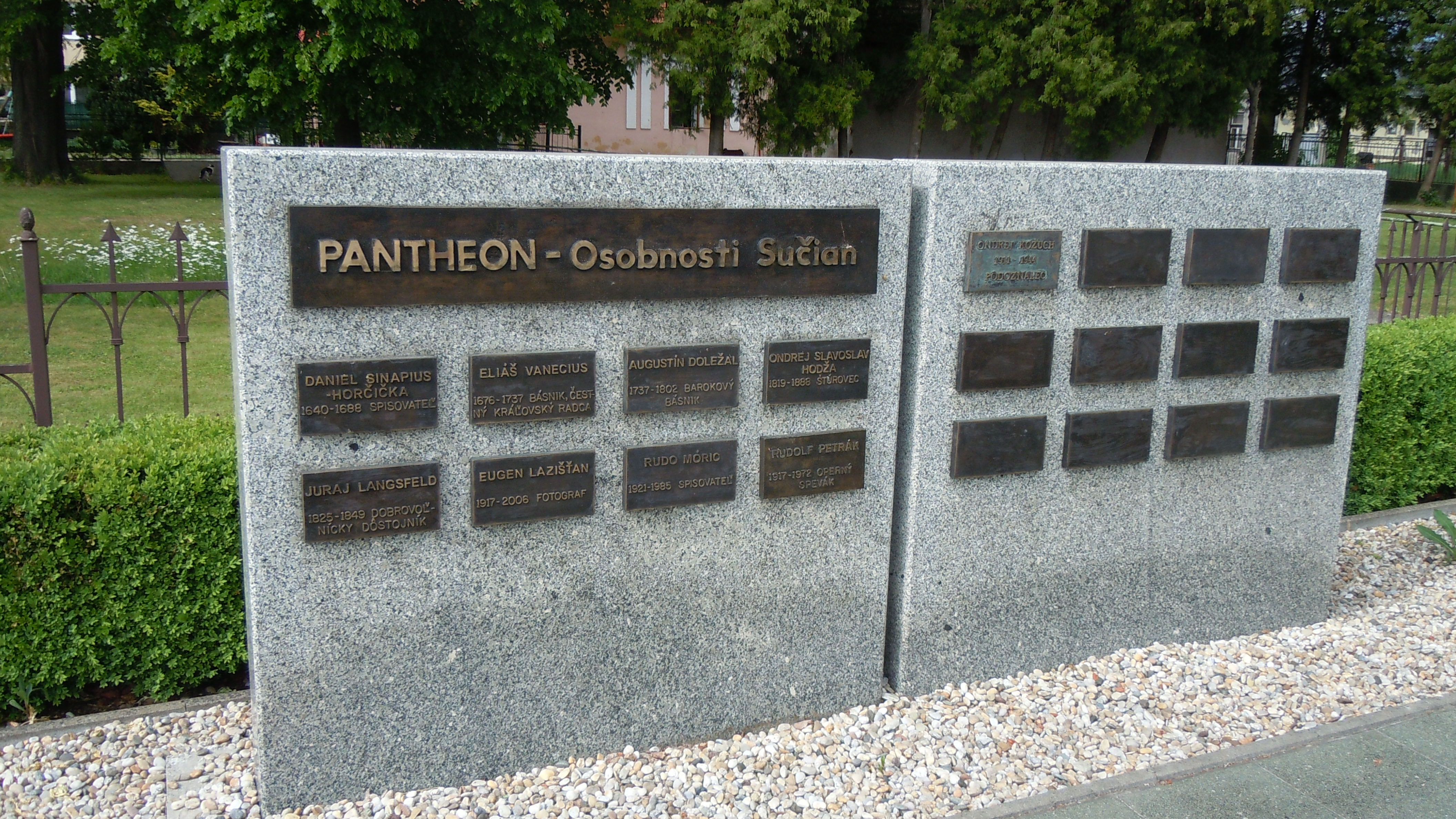
Panteon osobností
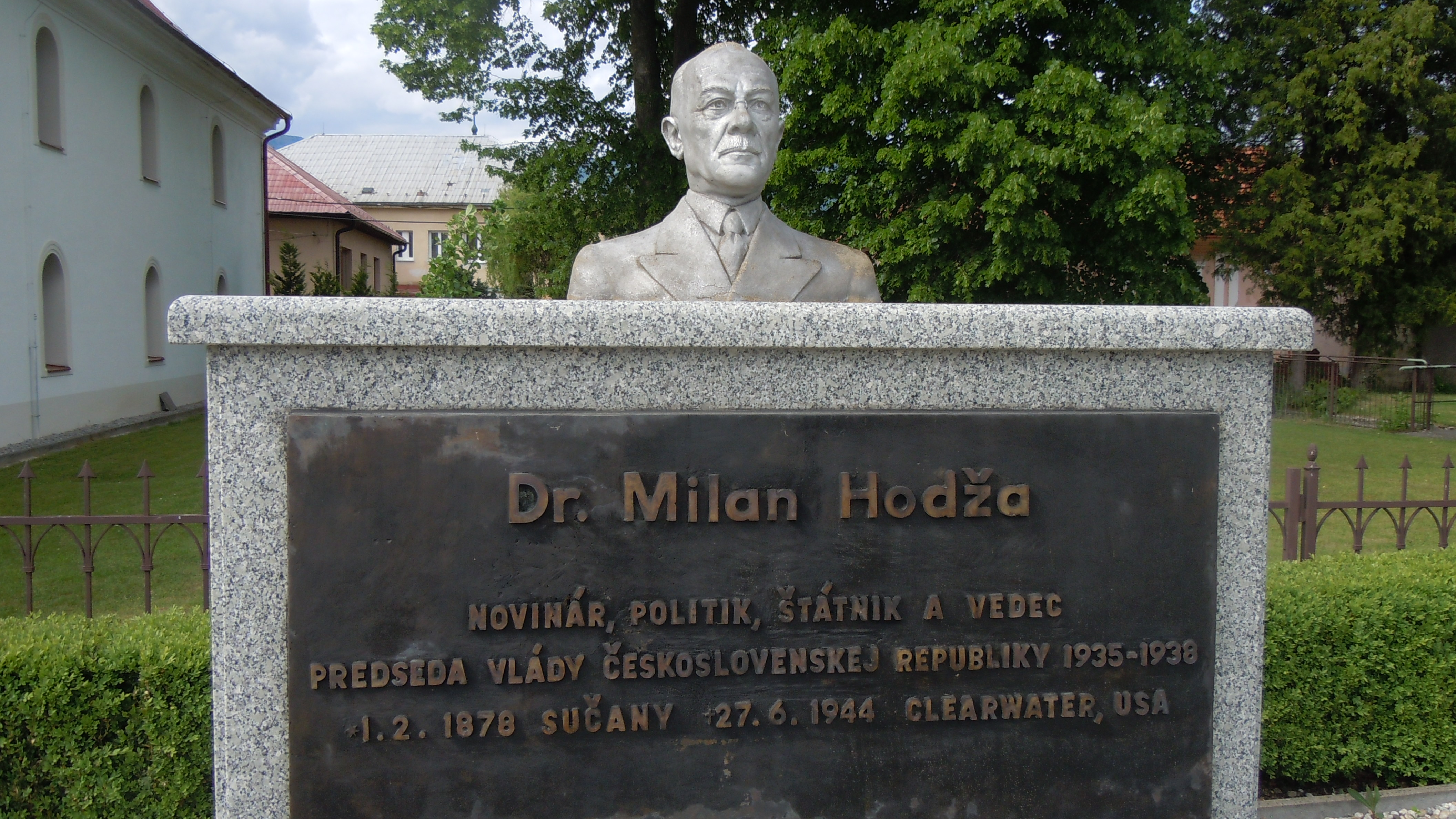
Busta Milana Hodži
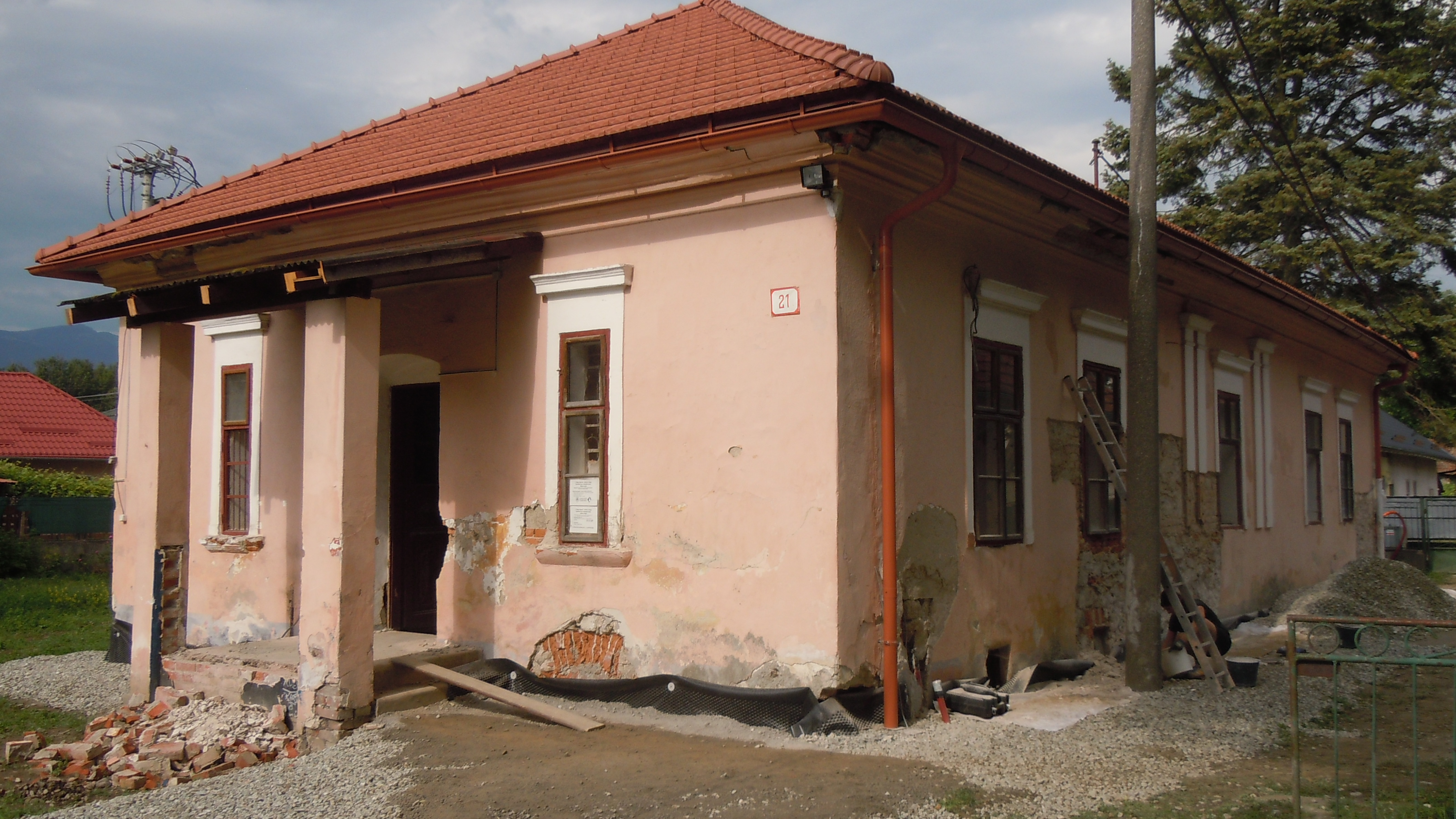
Rodný dům Milana Hodži
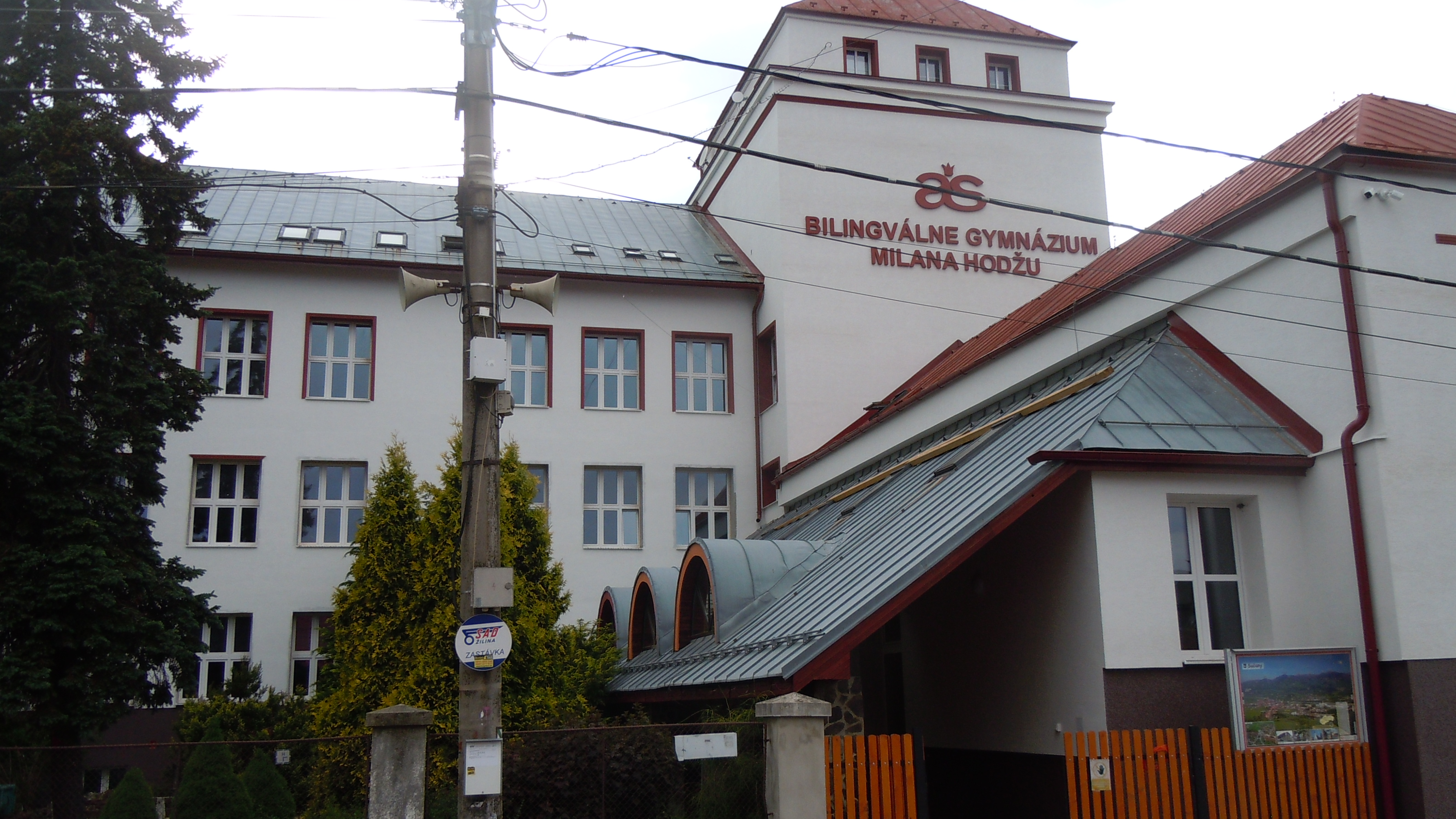
Bilingvní gymnázium Milana Hodži